# Pneu de esvaziamento limitado

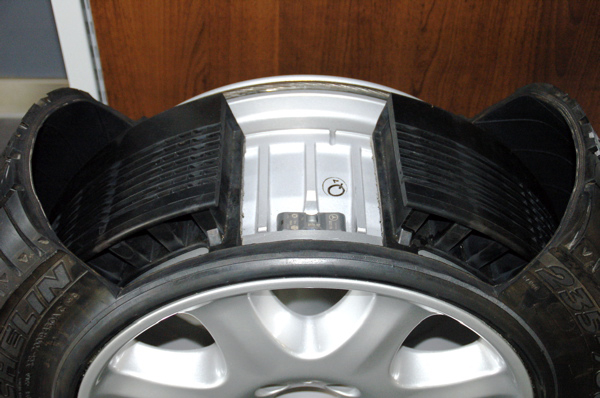
Pneu de esvaziamento limitado

Pneu de esvaziamento limitado, pneu de rodagem sem pressão ou pneu run-flat é um pneu dotado de soluções técnicas (paredes laterais reforçadas, etc.) que pode funcionar mesmo quando perde a pressão, permitindo que o veículo onde está montado continue a circular a velocidade limitada (até 80 km/h) durante uma distância também limitada (até 80 km).